# 3691 Bede
3691 Bede (1982 FT) là một tiểu hành tinh Amor được phát hiện ngày 29 tháng 3 năm 1982 bởi L. E. Gonzalez ở Cerro El Roble.